# Новоселицька сільська рада (Тячівський район)
| Новоселицька сільська рада — колишній орган місцевого самоврядування у Тячівському районі Закарпатської області з адміністративним центром у с. Новоселиця. Сільській раді підпорядковані населені пункти: - с. Новоселиця - с. Тисалово |

## Склад ради
Рада складається з 20 депутатів та голови.

## Керівний склад сільської ради
| ПІБ                       | Основні відомості                                                             | Дата обрання | Дата звільнення |
| ------------------------- | ----------------------------------------------------------------------------- | ------------ | --------------- |
| Орябко Василина Василівна | Сільський голова, 1964 року народження, освіта                                | 26.03.2006   | 31.10.2010      |
| Орябко Василина Василівна | Сільський голова, 1964 року народження, освіта вища, член партії Єдиний Центр | 31.10.2010   |                 |

Примітка: таблиця складена за даними джерела